# Allucinazione
L'allucinazione è una falsa percezione in assenza di uno stimolo esterno reale. È spesso definita in psicopatologia "percezione senza oggetto".
Il termine deriva dal latino hallucinere o allucinere, che significa "perdere la coscienza" e ha nella sua radice la particella "lux" (luce-illuminazione-percezione). Alternativamente si può far risalire al greco ἁλύσκειν (haluskein), che significa "scappare", "evitare",  riferendosi all'interpretazione diffusa dell'allucinazione come fuga dalla realtà.
In psicopatologia le allucinazioni vengono classificate fra i disturbi della percezione e sono distinte dalle allucinosi e dalle illusioni.
Non necessariamente le allucinazioni sono sintomi di una psicopatologia come evidenziato già dal 1967 dal neurofisiologo polacco Jerzy Konorski il quale indagò le basi fisiologiche delle allucinazioni chiedendosi: «Perché le allucinazioni non hanno luogo in continuazione? Che cosa lo impedisce?».
In psicanalisi Sigmund Freud, rifacendosi a Schleiermacher, scrive che ciò che «caratterizza lo stato di veglia è il fatto che l'attività del pensiero si esplica in "concetti" e non in "immagini"» concludendo quindi che «i sogni "allucinano", che sostituiscono le allucinazioni ai pensieri» 
Le allucinazioni si possono verificare in ognuna delle modalità sensitive, in particolare riconosciamo allucinazioni visive, uditive, gustative, olfattive e tattili e fenomeni allucinatori cenestesici, enterocettivi e protopatici.

## Allucinazione e altri fenomeni dispercettivi
Al contrario dell'illusione che interpreta erroneamente uno stimolo realmente esistente, l'allucinazione riscontra uno stimolo esterno che non esiste assolutamente. Ad esempio una persona sente una voce, senza che vi sia uno stimolo sonoro.
Le allucinazioni sono diverse dalle allucinosi. Se un soggetto dice di vedere un leone e si comporta in modo congruo, cercando per esempio di fuggire è vera allucinazione, ma se questa allucinazione viene "criticata" (ovvero messa in discussione) dal soggetto e ritenuta impossibile, la persona è in stato di allucinosi. Vari studiosi parlano di allucinosi solo quando l'origine del fenomeno è da attribuirsi a una sostanza, solitamente l'alcool.
La descrizione dell'allucinazione come percezione dell'oggetto senza stimolo esterno è incompleta in quanto è evidente che la stimolazione sensoriale è interna, il cervello produce tale stimolo sensoriale, in particolari stati di alterazione sensoriale, riproponendo un meccanismo, quello onirico, che interferisce nello stato di veglia. Nel caso di un'allucinazione visiva, esso ripropone un'immagine sovrapposta allo sfondo reale esistente, e poiché questo meccanismo è inconsapevole, il soggetto non ha motivo di non credere che sia reale, parliamo quindi di un realismo sensoriale, forma primaria di conoscenza, la quale dà per scontato l'attendibilità della percezione sensoriale. L'allucinazione può adempiersi in risposta a una condizione emotiva di desiderio o angoscia.
Nei casi in cui due o più persone condividono la stessa esperienza illusoria si parla di allucinazione collettiva. Le allucinazioni collettive sono molto più rare e sono in relazione con la suggestione e l'isteria di massa.

## Prevalenza
Alcuni studi riportano che la prevalenza dell'esperienza allucinatoria nella popolazione è del 10-27% in assenza di sostanze stupefacenti. Uno studio del 2000 su 13 000 soggetti intervistati al telefono in Italia, Germania, Gran Bretagna riporta che il 39% degli intervistati ha sperimentato allucinazioni diurne. Per quanto la metodologia adottata sia passibile di critiche essendo difficilmente spiegabile come un soggetto possa riferire le proprie allucinazioni con attendibilità, tale studio evidenzia come le allucinazioni possano verificarsi in modo sporadico anche in soggetti sani.

## Possibili cause
Le allucinazioni possono verificarsi in numerose condizioni mediche generali, in malattie psichiatriche e neurologiche, possono essere causate da sostanze stupefacenti o da farmaci. Si riconoscono anche fenomeni allucinatori non patologici, che si verificano in circostanze particolari fra cui la deprivazione da sonno o in occasione di stress intenso quale la morte del coniuge (allucinazioni da vedovanza). Sono noti due fenomeni non patologici, le allucinazioni ipnagogiche e ipnopompiche, che sono causate dal sonno.

## Meccanismo di formazione
Nel corso del tempo sono state proposte numerose teorie sulla patogenesi delle allucinazioni, spesso basate sull'osservazione di quanto avviene nel corso di patologie neurologiche.
Una teoria biologica sostiene l'esistenza di un'"irritazione" di alcune zone del cervello poiché attivando degli elettrodi infissi in specifiche aree della corteccia cerebrale, si provocano allucinazioni. Questo meccanismo diretto sembra valido in alcuni casi, come per esempio le allucinazioni negli epilettici.
Le allucinazioni presenti in soggetti in stato confusionale (per esempio da astinenza acuta da alcol ovvero delirium tremens o da deliri febbrili) sono causate da un'alterazione diffusa dell'attività elettrica dell'intero encefalo.
L'Ipotesi Dopaminergica sull'etiopatogenesi della schizofrenia, di cui le allucinazioni sono un sintomo estremamente frequente, sostiene che un iperfunzionamento dopaminergico delle vie mesolimbiche spiegherebbe l'esistenza di allucinazioni e deliri.
Una teoria basata sull'osservazione di quanto avviene in condizioni di deprivazione sensoriale attribuisce le allucinazioni a una difesa dell'organismo dalla carenza di stimoli: non potendo rimanere inattivo, il cervello genera false percezioni.
La teoria psicodinamica interpreta le allucinazioni come manifestazioni dell'inconscio, i cui contenuti vengono distorti.

## Tipi di allucinazioni

### Allucinazioni semplici e complesse
Le allucinazioni possono essere distinte in semplici e complesse. Si definisce allucinazione semplice quella in cui è attivata una singola modalità sensoriale e quindi la percezione non richiede un'elaborazione cognitiva per essere decodificata (ad es. vedere un oggetto in una stanza); complessa è invece l'allucinazione in cui sono attivate più modalità sensoriali (es. vedere un leone sentendone il ruggito) o in cui la percezione viene elaborata in aree cerebrali diverse da quelle sensitive primarie (voci dialoganti sono percepite e decodificate nell'area cerebrale del linguaggio: l'area di Broca e l'area di Wernicke).

### Allucinazioni ipnagogiche e ipnopompiche
Le allucinazioni ipnagogiche e le illusioni ipnopompiche sono le allucinazioni che si verificano quando il soggetto è sul punto di addormentarsi o di risvegliarsi.

### Allucinazione negativa
È l'allucinazione che ha luogo quando un oggetto reale non viene percepito dal soggetto allucinato.